# Панкратьев, Алексей Васильевич
Алексе́й Васи́льевич Панкра́тьев (10 февраля 1888 — 16 июля 1923) — воздухоплаватель, военный лётчик, инструктор Гатчинской школы. Командир воздушного корабля «Илья Муромец II». Начальник I-го боевого отряда эскадры воздушных кораблей «Илья Муромец», помощник начальника эскадры воздушных кораблей «Илья Муромец», командующий северной группой воздушных кораблей.
Создатель и начальник первых в России курсов тяжёлой авиации в Сарапуле. Начальник штаба первой в России воздушной линии Москва — Харьков. Начальник оперативного штаба воздушного флота Республики.
Кавалер ордена Святого Георгия IV степени.

## Биография
Потомственный дворянин. Получив домашнее образование, был определён в Симбирский кадетский корпус. Выпускник Николаевского инженерного училища. В 1910 году окончил офицерскую воздухоплавательную школу и в следующем году её авиационное отделение — Гатчинскую авиашколу.
Свой первый самостоятельный полёт на аэроплане А. В. Панкратьев совершил весной 1911 г. и с тех пор всецело посвятил себя летному делу. Инструктор по обучению полётам в Гатчинской авиационной школе, командир воздушного корабля «Илья Муромец — II» в годы Первой мировой войны, начальник эскадры воздушных кораблей с 1917 года.
Осенью 1911 года на Гатчинском аэродроме Панкратьев пилотировал самолёт «Фарман — IV», с которого впервые в России была осуществлена радиопередача на землю. Опыты проводил пассажир самолёта подполковник Д. М. Сокольцов.
Был одним из лучших инструкторов школы и командиров «Муромцев». Был командиром воздушного корабля II-го и I-го боевых отрядов, затем помощником начальника эскадры. Панкратьев был одним из инструкторов русского военного лётчика Петра Нестерова и по достоинству оценил талант будущего новатора. За успешные боевые разведывательные и бомбардировочные полты на «Илье Муромце» награждён Орденом Святого Георгия IV степени.
После революции Панкратьев перешёл на сторону Советской власти. Своё отношение к социальным переменам в России он выразил в приказе № 310 от 5 октября 1917 года по эскадре воздушных кораблей: «Часть, которая в полном сознании важности переживаемого момента спокойно с достоинством восприняла завоевания революции … доказала свою сознательность и подготовленность к новому строю, верным и надежным стражем которого она является в настоящее время и, я глубоко верю, будет и в дальнейшем».
В марте 1918 года по поручению Всероссийской коллегии по управлению воздушным флотом Республики Панкратьев сформировал группу, состоявшую из самолётов «Илья Муромец», впоследствии переименованную в дивизион воздушных кораблей РККА. Как начальник учебной части этой группы, он был единственным инструктором по обучению полётам на «муромцах» и готовил красных командиров воздушных кораблей.
В период гражданской войны, осуществляя ленинскую идею «аэропланы против конницы», красная авиация сыграла большую роль в разгроме белогвардейских корпусов Мамонтова и Шкуро. В состав срочно сформированной авиагруппы особого назначения, кроме нескольких лёгких авиаотрядов, входил отряд воздушных кораблей «Илья Муромец». Красвоенлёт Панкратьев принимал участие в обстреле белогвардейской кавалерии на «Муромцах» с малых высот. Его деятельность во время гражданской войны была отмечена в приказах по воздушному флоту Республики.
С окончанием войны Панкратьев разрабатывал вопросы оперативно-тактической подготовки военно-воздушных сил. Он был зачинателем создания первых воздушных линий на территории Советской республики. Осенью 1920 года он организовал воздушную линию Сарапул — Екатеринбург (Свердловск), проектировал воздушные линии Москва — Харьков, Москва — Ташкент, Москва — Баку и Петроград — Владивосток. За время своей службы в авиации совершил 15 свободных полётов на шаре, серию подъёмов на управляемых аэростатах и налетал 2000 часов на аэропланах.
А. В. Панкратьев разработал план использования «Муромцев» для участия в полярной экспедиции по исследованию Ледовитого океана и разведке Северного морского пути. Главное гидрографическое управление и Морская коллегия одобрили эту идею. Однако напряжённое положение на фронтах гражданской войны не позволило осуществить этот проект.
В 1919 году был снят с командования и отозван в Москву в центральный аппарат управления военно-воздушного флота.
16 июля 1923 года потерпел аварию принадлежавший СССР самолёт «Юнкерс-13». Машину охватил огонь. К месту катастрофы собрались люди. Они стали спасать пассажиров, экипаж. Вырвать из пламени не смогли только лётчика. Надломившаяся конструкция самолета прижала ноги и крепко удерживала его на сиденье. Это был известный военлёт, начальник оперативного отдела штаба Республики Алексей Васильевич Панкратьев.
Похоронен на Братском кладбище за Ходынским аэродромом, а затем в связи с его ликвидацией, прах перенесён сначала на Донское, а затем на Новодевичье кладбище в Москве.

## Награды
- Орден Св. Георгия 4-й степени;
- Орден Св. Владимира 4-й степени с мечами и бантом;
- Орден Св. Анны 3-й степени с мечами и бантом;
- Орден Св. Анны 4-й степени с надписью «За храбрость»;
- Орден Св. Станислава 2-й степени с мечами;
- Орден Св. Станислава 3-й ст. с мечами и бантом.